# Roseline Filion
Pour les articles homonymes, voir Filion.
Roseline Filion, née le 3 juillet 1987 à Laval, au Québec, est une plongeuse canadienne.

## Biographie
Elle a représenté à plusieurs reprises, avec sa partenaire Meaghan Benfeito, le Canada dans la discipline du haut-vol à 10 mètres synchronisé. Elle a été médaillée de bronze aux Jeux du Commonwealth de 2006 à Melbourne, aux championnats du monde de natation 2005 à Montréal ainsi qu'aux Jeux olympiques d'été de 2012 à Londres. Elle et sa partenaire remportent la médaille de bronze aux Jeux olympiques d'été de 2016 .
Elle entreprend ses études collégiales au Collège André-Grasset et obtient son diplôme en 2008.